# Nyžnja Apša
Nyžnja Apša, česky a slovensky Nižní Apša nebo Apša Nižní, ukrajinsky Нижня Апша, maďarsky Alsóapsa, rumunsky Apşa de Jos, je obec v solotvinské venkovské komunitě v tačivském okresu Zakarpatské oblasti Ukrajiny. V roce 2001 žilo v Nižní Apši 7227 obyvatel, z toho 97.69% obyvatel bylo rumunské národnosti. V roce 2025 žilo v celé obci 8514 obyvatel.
V obci je:
- chrám svatého Mikuláše z roku 1604,[3] ukrajinská národní kulturní památka[4]
- pravoslavný chrám svatého Vasila Velikého z 18. století,
- 8 sálů Království svědků Jehovových,
- židovský hřbitov.

Severovýchodně od obce se nachází přírodní památka – Skály s hieroglyfy na svahu hory Bužora (někdy také Bešykura)

## Části obce
- Nyžnja Apša
  - Leurda
  - Perekres
- Pečera
- Podišor[2]

## Historie
První písemná zmínka pochází z roku 1387, kdy byla obec uvedena pod názvem Alsówapsa. Do uzavření Trianonské smlouvy byla ves součástí Uherska, poté byla součástí Československa. Za první československé republiky zde byl obecní notariát a četnická stanice. Od roku 1945 byla ves součástí Ukrajinské sovětské socialistické republiky, která byla jednou ze svazových republik Sovětského svazu, nakonec od roku 1991 je součástí samostatné Ukrajiny. Od roku 1946 do roku 2004 byl oficiální ukrajinský název obce Диброва (Dybrova).

## Externí odkazy

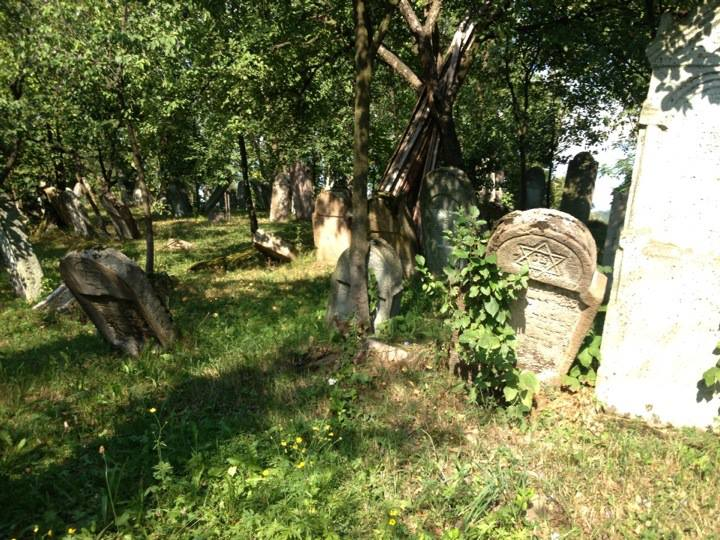
Nižná Apša, židovský hřbitov